# Zapora Buldan
Zapora Buldan (tur. Buldan Barajı) – czynna zapora wodna wybudowana w latach 1962-1967 na rzece Hermos w Turcji, w prowincji Denizili. Jest wysoka na 59 metrów a pojemność zbiornika wytworzonego przez tamę wynosi około 46 hm3. Zapora ta ma na celu zapobiegać powodziom w dalszym biegu rzeki oraz zapewniać irygację okolicznym polom.